# Kotgaun
Kotgaun (nep. कोटगाउँ) – gaun wikas samiti w zachodniej części Nepalu w strefie Rapti w dystrykcie Rolpa. Według nepalskiego spisu powszechnego z 2011 roku liczył on 895 gospodarstw domowych i 4155 mieszkańców (2308 kobiet i 1847 mężczyzn).